# Johannes-der-Täufer-Kirche (Fuhlen)

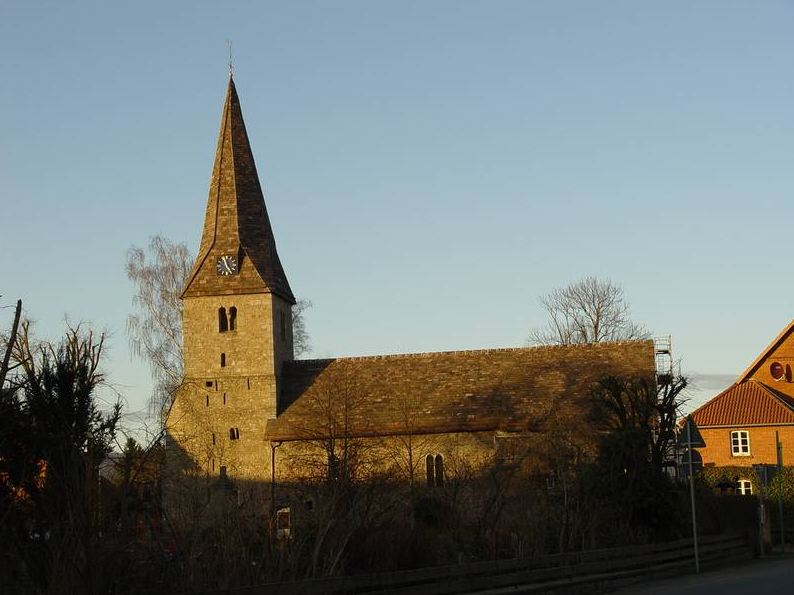
Johannes-der-Täufer-Kirche

Die evangelisch-lutherische, denkmalgeschützte  Johannes-der-Täufer-Kirche steht in Fuhlen, einem Ortsteil von Hessisch Oldendorf im Landkreis Hameln-Pyrmont in Niedersachsen. Die Kirchengemeinde, die in den 1960er Jahren den Namen Johannes des Täufers erhielt, gehört zum Kirchenkreis Grafschaft Schaumburg im Sprengel Hannover der Evangelisch-lutherischen Landeskirche Hannovers.

## Beschreibung
Die romanische Saalkirche aus zwei Jochen und einem quadratischen Kirchturm im Westen wurde um 1150 aus unverputzten Bruchsteinen und Ecksteinen errichtet und bis 1740 erweitert, z. B. wurde der Turm erhöht, das Langhaus verlängert, der gerade abgeschlossene Chor an Stelle der früheren halbrunden Apsis angefügt und im Norden die Sakristei und an der Südseite eine Prieche, die Anfang der 1960er Jahre beseitigt wurde, angebaut. Das Portal aus romanischer Zeit befindet sich auf der Nordseite des Langhauses. In der Westwand des Turms ist ein Relief mit der Darstellung der Majestas Domini vorhanden, das ursprünglich zum Tympanon eines Portals gehörte. Das oberste Geschoss des Turms hat Biforien als Klangarkaden. Im Glockenstuhl hängen zwei Kirchenglocken, die 1955 Friedrich Wilhelm Schilling gegossen hat. Der achteckige Helm des Turms musste 1621 nach einem durch einen Blitz verursachten Brand durch neu aufgebaut wurde. Das Langhaus ist mit einem gebusten Kreuzgratgewölbe mit breiten Gurtbögen über Stützen überspannt, das Joch des Chors mit einem hölzernen Spiegelgewölbe. 
Die Brüstungen der Emporen, die 1582 eingebaut wurden, sind mit Porträts von Propheten und Aposteln bemalt. Bis 1722 befand sich die Orgel auf der Südseite, 1746/47 entstand auf der Ostempore über dem Altar ein neues Werk. 1963 wurde auf der Westempore durch die Gebrüder Hillebrand hinter dem Prospekt von 1747, der hier wieder aufgebaut wurde, eine Orgel mit 14 Registern, verteilt auf zwei Manuale und ein Pedal, errichtet, die 2006 restauriert wurde.